# 10-éthyl-4,4-dioctyl-7-oxo-8-oxa-3,5-dithia-4-stannatétradécanoate de 2-éthylhexyle
Le 10-éthyl-4,4-dioctyl-7-oxo-8-oxa-3,5-dithia-4-stannatétradécanoate de 2-éthylhexyle, plus souvent appelé DOTE (de l'anglais DiOctylTin bis(2-Ethylhexylthioglycolate), est un organostannique utilisé comme additif dans les plastiques (PVC) pour augmenter leur thermorésistance. Il est soumis à autorisation dans l'Union européenne depuis le 11 avril 2022 en raison de ses effets reprotoxiques.